# Al-Makrizi
Al-Makrizi, arabski kronist, * 1364, Kairo, Egipt, † 1442, Kairo, Egipt. 
Leta 1433 je v Kairu začudeno zapisal o dveh zaporednih mrkih, Sončevem in Luninem, z razmikom 15 dni, ki se sicer dogajata dokaj pogosto: »V sredo 28. Šavala (Shawwala) (17. junij) je Sonce mrknilo približno 2/3 v znaku Raka več kot uro po popoldanski molitvi. Mrk se je končal ob zori. Med mrkom je bila tema in pojavilo se je nekaj zvezd... V petek 14. Dhu l-Ku'da (3. julij) je nastopil Lunin mrk. Luna je pomračena vzhajala na vzhodnem obzorju. Mrka je bilo konec med nočno molitvijo. Pojav Luninega mrka 15 dni po Sončevem je redkost.« O količini svetlobe je pretiraval, drugače pa je opisal mrk kar skrbno.